# Róża Branicka
Róża Branicka, de domo Potocka, primo voto Potocka (ur. 31 sierpnia 1782 w Humaniu, zm. 20 grudnia 1862 w Paryżu) – polska arystokratka, artystka amatorka.

## Życiorys
Urodziła się w 1782 roku w Humaniu w rodzinie Stanisława Szczęsnego Potockiego i Józefiny Amalii z Mniszchów. 
Jej pierwsze małżeństwo – z Antonim Potockim, z którym miała córkę – zakończyło się rozwodem w 1812 roku. Wyszła później za mąż za Władysława Grzegorza Branickiego, z którym miała siedmioro dzieci: Ksawerego, Elżbietę, Aleksandra, Zofię, Konstantego, Katarzynę i Władysława. Matka Branickiego była przeciwna małżeństwu i odmawiała spotkania z Różą do 1831 roku. Po śmierci Branickiego, Róża wyjechała do Francji. W 1849 roku kupiła dla syna Ksawerego zamek i połowę nieruchomości w Montrésor, a także 2300 hektarów okolicznej ziemi. Na zamku zgromadzono liczne poloniki. W miejscowości Branicka ufundowała szkołę. 
Amatorsko zajmowała się rysunkiem i akwarelą. W dzieciństwie prawdopodobnie brała udział w rodzinnym wyszywaniu chorągwi, które zostały przekazane Stanisławowi Augustowi Poniatowskiemu podczas jego odwiedzin w Tulczynie, gdy wracał ze spotkania z Katarzyną II. W zbiorach Muzeum Narodowego w Warszawie znajdują się dwa portrety, które Branicka wykonała techniką akwarelową: Portret Zofii Żółtowskiej (29 x 21,6 cm) oraz Portret Bernarda Potockiego (30,2 x 22,6 cm). W muzeum znajduje się także portret Branickiej pędzla Ary Scheffera. Jej córki Elżbieta, Zofia i Katarzyna również zostały artystkami amatorkami. 
Branicka pojawiała się w listach Zygmunta Krasińskiego, którego była teściową, pod pseudonimem „Fregata”. 
Posiadała najwyższy rosyjski order kobiecy. W kwietniu 1837 została odznaczona małym krzyżem orderu św. Katarzyny.
Zmarła 20 grudnia 1862 w Paryżu. Początkowo jej szczątki spoczęły na cmentarzu w Montrésor, po czym zostały przeniesione do krypty grobowej Potockich pod kościołem św. Marcina w Krzeszowicach.

## Galeria

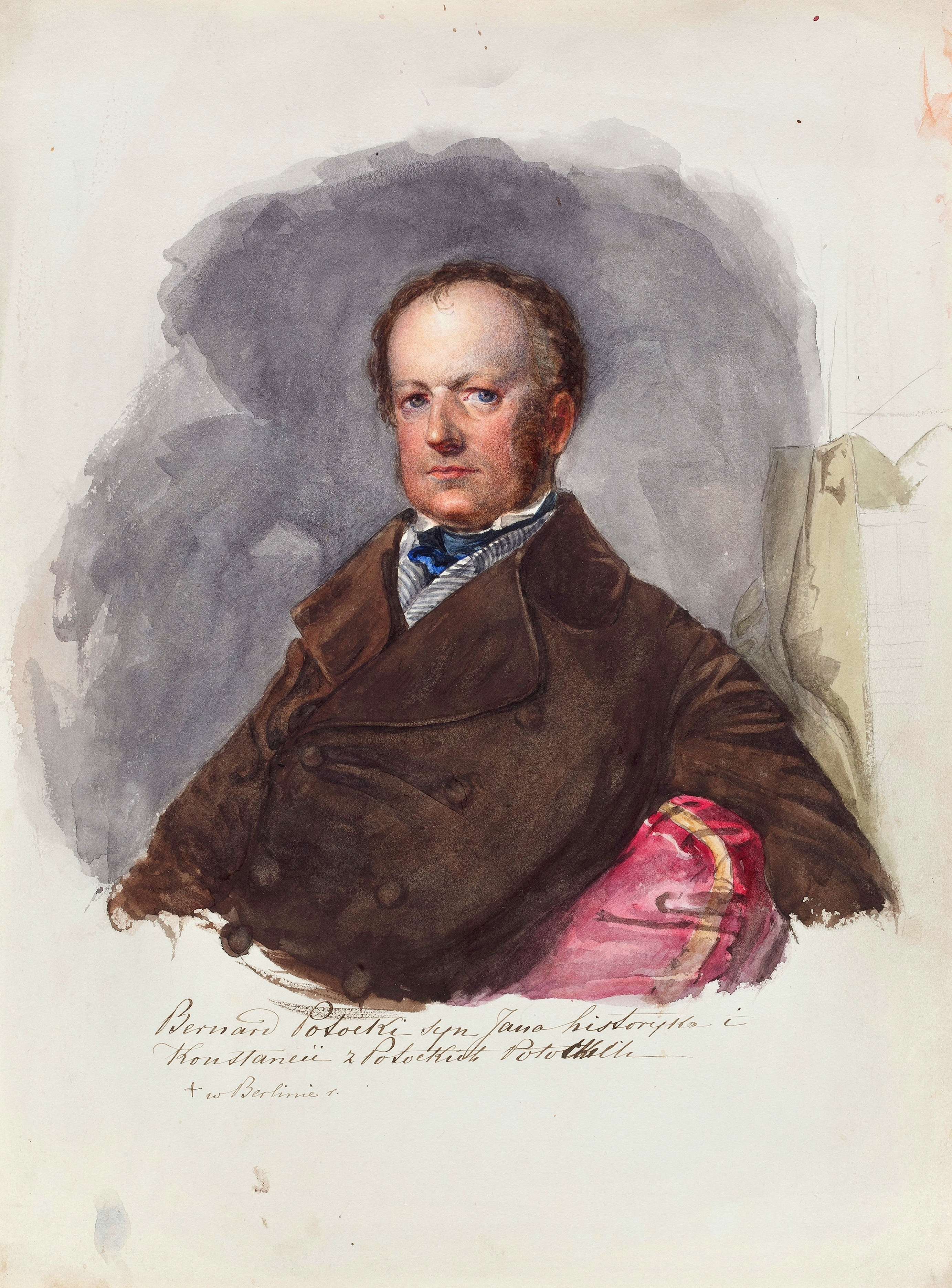
Portret Andrzeja Bernarda Potockiego, Muzeum Narodowe w Warszawie
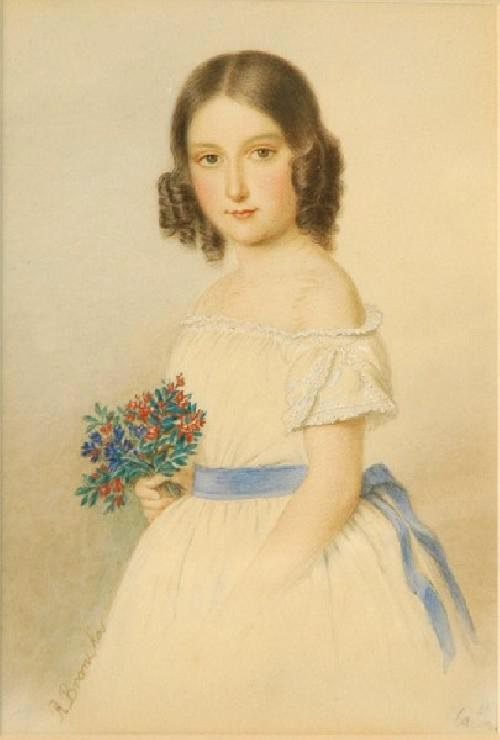
Portret córki
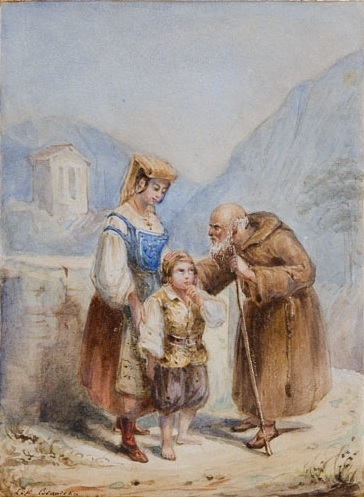
Spotkanie na drodze